# Pericardite
La pericardite è una malattia infiammatoria (acuta o subacuta) che colpisce il pericardio, accompagnata da alterazione degli indici infiammatori (VES, PCR); si presenta con dolore toracico in regione centrale, di tipo grave, pleurico e che peggiora con l'ispirazione profonda e posizionale, con un miglioramento sedendosi e inclinandosi in avanti. Il dolore può anche irradiarsi e coinvolgere i bordi del muscolo trapezio se il nervo frenico è infiammato mentre attraversa il pericardio.

## Clinica
Il pericardio è un sacco fibroelastico a doppio strato che circonda il miocardio, composto da uno strato viscerale che sovrasta l'epicardio e uno strato parietale riccamente innervato, separati da uno spazio che normalmente contiene da 15 a 50 mL di liquido sieroso. Il termine pericardite si riferisce all'infiammazione del sacco pericardico e rappresenta il processo patologico più comune che coinvolge lo stesso. Temporalmente, può essere ulteriormente classificata in pericardite acuta, pericardite incipiente o subacuta, pericardite cronica e pericardite ricorrente. La pericardite può essere associata anche ad altre sindromi pericardiche, come l'effusione pericardica, il tamponamento cardiaco, la pericardite costrittiva e la pericardite effusivo-costrittiva.
Frequentemente, l'infiammazione del pericardio può essere accompagnata da un aumento dell'accumulo di liquido all'interno del sacco pericardico, formando un'effusione pericardica, che può essere sierosa, emorragica o purulenta a seconda dell'eziologia. Questo accumulo di liquido può diventare emodinamicamente significativo, soprattutto quando l'effusione pericardica è ampia o il tasso di accumulo è troppo rapido, poiché il liquido può comprimere esternamente le camere cardiache limitando il riempimento diastolico e causando la sindrome del tamponamento cardiaco. Questo può manifestarsi con shock ostruttivo ed è considerato un'emergenza medica che richiede un intervento immediato. Inoltre, la pericardite può essere seguita da ispessimento del pericardio, che può presentarsi raramente come pericardite costrittiva in mesi o addirittura anni dopo che l'insulto iniziale è passato. Un'entità descritta più di recente chiamata pericardite effusivo-costrittiva, si verifica quando c'è accumulo di liquido intorno al miocardio, ma si manifesta una fisiologia costrittiva anche dopo che è stata eseguita una pericardiocentesi, segnalando una patologia costrittiva indipendente dalla presenza di una effusione pericardica.

### Eziologia
Le linee guida ESC del 2015 per la diagnosi e la gestione delle malattie pericardiche hanno suddiviso l'eziologia della pericardite acuta in due gruppi principali, ovvero in cause infettive e cause non infettive.
I virus sono considerati gli agenti infettivi più comuni e includono coxsackievirus A e B, echovirus, adenovirus, parvovirus B19, HIV, influenza e vari virus dell'herpes come EBV e CMV. Le cause batteriche della pericardite si verificano raramente nel mondo sviluppato, tuttavia l'infezione da tubercolosi è ancora molto diffusa nei paesi in via di sviluppo ed è citata come la causa più comune di pericardite nelle parti del mondo dove risulta endemica. Questo è particolarmente vero nei pazienti HIV positivi, dove il tasso di infezione sembra in aumento. Meno comunemente, altre forme di batteri possono causare pericardite, tra cui Coxiella burnetii, Meningococcus, Pneumococcus, Staphylococcus e Streptococcus, con casi di tamponamento cardiaco purulento potenzialmente letale segnalati in letteratura. In casi estremamente rari, la pericardite può essere causata da microrganismi fungini come Histoplasma, Coccidioides, Candida e Blastomyces o da specie parassitarie come Echinococcus e Toxoplasma. Quando si incontrano tali microrganismi, uno stato di immunocompromissione dovrebbe essere fortemente considerato poiché molti funghi e parassiti come Histoplasma e Toxoplasma sono opportunistici per natura e sono stati descritti principalmente in pazienti HIV positivi.
Le cause non infettive sono numerose e includono il cancro (spesso secondario a malattia metastatica), le malattie del tessuto connettivo come il lupus eritematoso sistemico, l'artrite reumatoide e la malattia di Behçet e le eziologie metaboliche come l'uremia e il mixedema.
Anche il trauma può causare pericardite con insorgenza precoce dopo un infortunio o, come più frequentemente si riscontra nella pratica clinica, può risultare in una reazione infiammatoria ritardata. La sindrome di Dressler, nota anche come sindrome post-infarto miocardico tardivo, è una ben riconosciuta sindrome post-lesione cardiaca in cui la pericardite è preceduta da sindrome coronarica acuta, con una risposta infiammatoria ritardata solitamente diverse settimane dopo l'evento iniziale. Si ritiene che si verifichi come risultato di anticorpi antimioocardiali formati come processo autoimmune ritardato che causa sintomi di pericardite nella fase post-infarto miocardico. Quando è stata descritta per la prima volta, la sua incidenza è stata stimata al 5-7% degli infarti miocardici, ma è diventata un'entità rara grazie ai numerosi miglioramenti ottenuti nella gestione della sindrome coronarica acuta, che comportano una rivascolarizzazione precoce e un ridotto carico di danno miocardico. Altre sindromi post-lesione cardiaca possono verificarsi anche dopo interventi percutanei, interventi chirurgici cardiaci o traumi contusi.
Diversi farmaci sono stati implicati nella pericardite da farmaci, con una lunga lista di possibili colpevoli, ma l'incidenza rimane rara. Alcuni farmaci, come la procainamide, l'idralazina e l'isoniazide, sono stati storicamente citati come cause di lupus eritematoso sistemico indotto da farmaci, con coinvolgimento sieroso e pericardico che si manifesta come pericardite. Più di recente, gli inibitori dei checkpoint, come l'ipilimumab e il nivolumab, sono emersi come causa sempre più riconosciuta di tossicità cardiaca, compresa la miocardite e la pericardite. Le due classi più evidenti sono gli anticorpi monoclonali al recettore dell'antigene linfocitario T citotossico 4 e alla proteina di morte cellulare programmata 1 e al suo ligando PD-L1, che hanno avuto numerose applicazioni progressive nel campo dell'oncologia e ci si aspetta che siano implicati in più casi man mano che ne aumenta l'uso clinico.
Processi patologici vari come l'amiloidosi e la sarcoidosi dovrebbero essere considerati, specialmente quando la pericardite si verifica in associazione a segni sistematici suggestivi. Tuttavia, fino al 90% dei casi, non è possibile stabilire un'eziologia chiara e si effettua una diagnosi di pericardite acuta idiopatica. Questa è la forma più comune riscontrata nella pratica clinica e un panello esaustivo di test è di rado necessario in assenza di sospetti clinici diretti.

### Epidemiologia
La pericardite acuta è una delle forme più comuni di malattia pericardica e una causa frequente di dolore toracico. La pericardite è associata a pazienti traumatizzati, pazienti uremici e malattie maligne. È più comune negli uomini.

### Fisiopatologia
Il pericardio svolge molteplici funzioni: agisce come un ancoraggio al cuore all'interno della cavità toracica, forma una barriera contro le infezioni estrinseche e migliora l'interazione dinamica tra le camere cardiache. Va notato che il pericardio non è necessario per la sopravvivenza umana, poiché sono stati segnalati casi di assenza congenita completa del pericardio scoperti incidentalmente in pazienti asintomatici. Nonostante le preoccupazioni per un aumento della mobilità cardiaca e lo spostamento all'interno della cavità toracica, gli studi hanno dimostrato che questi pazienti hanno una frazione di eiezione del ventricolo sinistro e un'aspettativa di vita simili a quelli della popolazione generale.
A causa della ricca innervazione dello strato parietale, qualsiasi processo infiammatorio mediato da un insulto infettivo, autoimmune o traumatico può portare a un grave dolore retrosternale, come è comunemente osservato nella pericardite acuta. Questo spiega perché la stragrande maggioranza delle presentazioni presenta disagio al torace. Nei casi di versamento pericardico, la complianza pericardica può aumentare in risposta all'accumulo lento di liquido, consentendo al sacco pericardico di dilatarsi nel tempo senza comprimere le camere cardiache. Ciò significa che il tasso di accumulo di liquidi è spesso più importante del volume nel determinare le conseguenze emodinamiche che interessano il cuore. Grazie a questa virtù, un versamento pericardico relativamente piccolo può causare un tamponamento potenzialmente letale se si accumula rapidamente, mentre un processo iniziale può consentire a un ampio versamento pericardico di formarsi nel corso di settimane prima di esercitare una fisiologia restrittiva sulle camere cardiache.

### Segni e sintomi
Dal punto di vista temporale, la pericardite può essere suddivisa in pericardite acuta se dura meno di 4-6 settimane, pericardite incessante se dura più di 4-6 settimane ma meno di 3 mesi, o pericardite cronica se dura più di 3 mesi. Il termine pericardite ricorrente è utilizzato per indicare un episodio che si verifica dopo un intervallo senza sintomi di 4-6 settimane tra gli episodi.
La pericardite acuta rappresenta circa il 5% delle presentazioni di dolore toracico non ischemico al pronto soccorso e lo 0,1% delle ammissioni in ospedale. La presentazione classica è con dolore al petto che è centrale, grave, pleurico e che peggiora con l'ispirazione profonda e posizionale, affievolendosi in posizione seduta ed inclinata in avanti. Il dolore può anche irradiarsi e coinvolgere i bordi del muscolo trapezio se il nervo frenico è infiammato mentre attraversa il pericardio. Se è presente anche una miocardite, la descrizione del dolore può essere vaga e sintomi associati di insufficienza cardiaca, come dispnea, possono essere presenti.
Il dolore pericardico può essere differenziato dal dolore ischemico, che peggiora con lo sforzo e migliora con il riposo o tramite somministrazione di nitroglicerina. Quest'ultimo è tipicamente non posizionale, non pleurico e non riproducibile alla palpazione. Tuttavia, le presentazioni atipiche del dolore ischemico sono numerose e una distinzione puramente clinica è spesso difficile. Se il dolore al petto è pleurico ma non migliora sedendosi in avanti ed è associato a sintomi respiratori come tosse o produzione di espettorato, allora è più probabile che sia secondario a una malattia polmonare. D'altra parte, un dolore al petto più basso che potrebbe migliorare inclinandosi in avanti, non è pleurico e associato all'assunzione di cibo dovrebbe far pensare a una causa addominale come l'esofagite o la pancreatite acuta.

### Diagnosi
La diagnosi differenziale del dolore toracico dovrebbe includere l'angina da malattia cardiaca ischemica stabile o sindrome coronarica acuta, l'ischemia subendocardica associata a stenosi aortica o cardiomiopatia ipertrofica, la dissezione aortica, la miocardite, la pleurite secondaria a embolia polmonare o polmonite, la costocondrite, lo spasmo esofageo, la malattia da ulcera peptica o il dolore riferito da un altro organo, come la colecistite acuta. Nel contesto acuto, è fondamentale escludere le cause potenzialmente letali prima di prendere in considerazione la diagnosi di pericardite acuta, specialmente quando vi è incertezza.
All'auscultazione, si può sentire classificamente un fruscio pericardico parasternale sinistro; si tratta di un suono trifasico, raschiante e graffiante che corrisponde alla frizione tra gli strati pericardici durante la sistole atriale, la sistole ventricolare e la diastole ventricolare iniziale. Secondo la letteratura, questo fruscio è presente in qualche momento della malattia nel 35-85% dei casi. Tuttavia, spesso è difficile da riscontrare durante l'esame fisico e il medico dovrebbe ascoltare diverse posizioni precordiali in posizioni diverse, compresa la posizione laterale decubito in espirazione utilizzando il diaframma per aumentare la probabilità di rilevarlo. È anche importante ascoltare più di una volta, poiché i fruscii pericardici possono comparire e scomparire in modo intermittente e possono essere udibili solo alla presentazione iniziale o, alternativamente, possono diventare più rumorosi e evidenti man mano che un versamento pericardico esistente si risolve, facilitando la frizione tra gli strati viscerali e parietali.
Quando è presente, e soprattutto quando è trifasico, il fruscio pericardico è altamente specifico per la diagnosi. Non di rado, una componente può mancare, producendo invece un componente bifasico. Non dovrebbe essere confuso con un fruscio pleurico, che può produrre un suono simile, ma è legato alla respirazione anziché al ciclo cardiaco. Chiedere al paziente di trattenere il respiro durante l'auscultazione può differenziare i due suoni. In assenza di un fruscio pericardico, la diagnosi di pericardite acuta dovrebbe comunque essere considerata se è presente un'adeguata sospetto clinico, poiché la sua assenza non esclude la diagnosi.
Più della metà dei pazienti sviluppa cambiamenti tipici nell'ECG che evolvono attraverso quattro fasi nel corso di alcune settimane, con significativa variabilità temporale. Nella prima fase, i pazienti sviluppano elevazione diffusa concava verso l'alto del segmento ST, con depressione ST reciproca in derivazione AVR. Spesso ciò è accompagnato anche dall'elevazione del segmento PR in derivazione AVR (e eventualmente V1), che di per sé può differenziare accuratamente la pericardite acuta dall'infarto miocardico. Sebbene sia stata descritta pericardite localizzata con elevazioni ST che colpiscono solo determinate derivazioni, è molto più frequente osservare cambiamenti diffusi nell'ECG. La seconda fase si verifica di solito entro la prima settimana e mostra una normalizzazione delle modifiche del segmento ST e PR, mentre la terza e quarta fase sono caratterizzate da inversioni generalizzate delle onde T, seguite dalla normalizzazione delle onde T alla fine.
L'elevazione iniziale del segmento ST non dovrebbe essere confusa con un pattern di lesione acuta, in cui l'elevazione del segmento ST si verifica in una distribuzione localizzata ed è concava verso il basso, a differenza di quella concava verso l'alto nella pericardite. Questi cambiamenti sono anche tipicamente associati a depressioni ST reciproche nelle altre derivazioni (a differenza di AVR solo nella pericardite acuta) e le onde Q sono anche frequentemente presenti nella stessa distribuzione - o si sviluppano poco dopo - come parte delle modifiche evolutive naturali dell'infarto miocardico acuto/subacuto. La differenziazione delle elevate ST includerebbe anche le anomalie della ripolarizzazione precoce, che sono frequentemente osservate in individui sani e mostrano un punto J elevato (comunemente osservato come un'iniziale curva all'inizio del segmento ST) e possono verificarsi in diverse derivazioni ma di solito non sono diffuse.
Dal punto di vista clinico, la pericardite acuta è suggerita da una descrizione caratteristica del dolore toracico e dalla presenza di un fruscio pericardico all'auscultazione. Tuttavia, spesso sono ancora necessarie analisi di laboratorio, elettrocardiogramma ed ecocardiografia per confermare la diagnosi. Le linee guida della Società Europea di Cardiologia del 2015 richiedono la presenza di 2 dei 4 criteri per diagnosticare la pericardite acuta. Essi includono dolore toracico pericardico, fruscii pericardici, nuova elevazione diffusa del segmento ST o depressione PR all'ECG e versamento pericardico. Le scoperte di supporto includono anche biomarcatori infiammatori elevati (VES, PCR, leucocitosi) ed evidenza di infiammazione pericardica nelle imaging avanzati, come la tomografia computerizzata cardiaca e la risonanza magnetica cardiovascolare. Il versamento pericardico, sebbene spesso presente, non è necessario per fare una diagnosi definitiva di pericardite acuta.
Determinate indizi possono suggerire la causa scatenante, la pericardite virale può essere associata a un prodromo simile all'influenza (come febbre o sintomi delle vie respiratorie superiori), mentre le eziologie autoimmuni e infiammatorie possono avere manifestazioni sistemiche associate. Ciò può essere evidenziato da poliartrite nei pazienti con artrite reumatoide, manifestazioni cutanee e renali nel lupus eritematoso sistemico (LES) o asterixis e encefalopatia nell'uremia, ad esempio. La presenza di un precedente danno pericardico come chirurgia cardiaca o trauma contundente non dovrebbe essere trascurata, poiché i sintomi spesso si presentano giorni o settimane dopo.